# Alois Bauer (Politiker, 1879)
Alois Bauer (* 14. Oktober 1879 in Wien; † 2. September 1969 ebenda) war ein österreichischer Politiker der Sozialdemokratischen Arbeiterpartei SDAP.

## Leben
Alois Bauer besuchte eine fünfklassige Volksschule und die Bürgerschule. Danach erlernte er zwischen 1893 und 1896 den Beruf eines Drehers. Er arbeitete in Floridsdorf bei der Landmaschinenfirma Clayton & Shuttleworth.
Bauer wurde im Familiengrab am Friedhof der Feuerhalle Simmering beigesetzt (Abteilung 2, Ring 2, Gruppe 8, Nummer 15).

## Politische Funktionen
- Vertrauensmann der Arbeiter bei Clayton & Shuttleworth
- 7. Juni 1919 bis 9. November 1920: Mitglied der Konstituierenden Nationalversammlung
- 1919 bis 1923: Gemeinderat der Stadt Wien (1. Wahlperiode)
- 20. November 1923 bis 1. Oktober 1930: Abgeordneter zum Nationalrat (II. und III. Gesetzgebungsperiode)
- 2. Dezember 1930 bis 17. Februar 1934: Abgeordneter zum Nationalrat (IV. Gesetzgebungsperiode)
- ab 1945: in der SPÖ Simmering tätig